# Il prezzo
Il prezzo è un film del 1999 diretto da Rolando Stefanelli.
Primo lungometraggio a soggetto del regista, prodotto con il supporto del Ministero per i Beni e le Attività Culturali, è stato presentato al Courmayeur Noir in festival del 1999 ottenendo il premio alla miglior interpretazione per la protagonista Chiara Caselli e la menzione speciale della giuria. Il film ha avuta una ridotta distribuzione in sala nel 2000 e successivamente Stefanelli venne candidato per questo film al David di Donatello 2001 come miglior regista esordiente.

## Trama
Romano, scoperto di avere il fegato malridotto per l'abuso di alcool, lascia il lavoro d'insegnante e accetta la proposta del suo amico Italo di andare ad Amsterdam per ritirare una partita di hashish e portarla a Roma, nascosta in una Mercedes, all'interno di un doppiofondo montato da un altro complice, Alvaro. Il piano prevede che Romano si faccia accompagnare da una donna in modo da sembrare una coppia in viaggio e ridurre così il rischio di controlli. Romano decide di farsi accompagnare da Alba, che fino a otto mesi prima era la sua fidanzata, senza dirlo ad Italo e neppure alla propria attuale compagna, Arianna. Ad Alba, trentenne direttrice di un'agenzia fotografica, Romano racconta di essersi disintossicato e di lavorare come mercante d'arte, nascondendole il vero scopo del viaggio e cercando di apparire come una persona stabile e senza problemi di denaro. Prima dell'arrivo ad Amsterdam, i due fanno l'amore. Giunti a destinazione, Alvaro si occupa del carico mentre Romano incontra il fornitore, Edgar, che gli offre alcool, Viagra e la disponibilità di due donne. Romano accetta e quando rientra in albergo tra lui e Alba avviene una resa dei conti. Durante il viaggio di ritorno, quando sono già in Italia, il doppiofondo si apre e i pacchetti di droga cadono lungo l'autostrada. Alba aiuta Romano a recuperare la droga ma quando si fermano in un autogrill ne approfitta per gettarla in un secchione e si fa dare un passaggio da un camionista. Romano rimane così senza ragazza e senza droga mentre Alvaro, che li ha seguiti, ha già recuperata la merce: però c'è ancora un prezzo da pagare per l'errore commesso dal corriere.

## Riconoscimenti
- 1999 - Noir in Festival
  - Menzione speciale della giuria